# Antigone (dochter van Eurytion)
Antigone was de dochter van Eurytion en de vrouw van Peleus. Antigone betekent: als haar voorouders.
Peleus en Telamon, zijn broer, doodden hun halfbroer Phocus en vluchtten uit Aegina om hun straf te ontlopen. In Phthia werd Peleus gezuiverd door Eurytion en hij trouwde zijn dochter Antigone.  Tijdens de jacht op een zwijn doodde Peleus per ongeluk Eurytion en hij ontvluchtte daarom ook Phthia.